# Vikroken (naturreservat)
Vikroken är ett kommunalt naturreservat i Nybro kommun i Kalmar län.
Området är naturskyddat sedan 2003 och är 64 hektar stort. Reservatet består av ädellövskog vid vatten och fuktiga barrskogsmiljöer.